# 1. deild islandzka w piłce nożnej (2021)
1. deild 2021 (znana jako Lengjudeild karla ze względów sponsorskich) – 67. edycja 2 poziomu rozgrywek piłki nożnej na Islandii.
Brało w niej udział 12 drużyn, które w okresie od 6 maja do 24 września 2021 rozegrały 22 kolejki meczów. Promocję uzyskały ÍBV i Fram Reykjavík.

## Drużyny
| Uczestnicy poprzedniej edycji                                                                                 | Uczestnicy poprzedniej edycji | Uczestnicy poprzedniej edycji | Uczestnicy poprzedniej edycji |
| --- | ----------------------------- | ----------------------------- | ----------------------------- |
| FRA | Fram                          | 3                             |                               |
| GRI | Grindavík                     | 4                             |                               |
| ÞÓR | Þór Akureyri                  | 5                             |                               |
| ÍBV | ÍB Vestmannaeyja              | 6                             |                               |
| VES | Vestri                        | 7                             |                               |
| AFT | Afturelding                   | 8                             |                               |
| VÍO | Víkingur Ólafsvík             | 9                             |                               |
| ÞRR | Þróttur Reykjavík             | 10                            |                               |
| Spadek z Úrvalsdeild                                                                                          |                               |                               |                               |
| ÍG | Grótta                        | 11                            |                               |
| FJÖ | Fjölnir                       | 12                            |                               |
| Awans z 2. deild karla                                                                                        |                               |                               |                               |
| KÓR | Kórdrengir                    | 1                             |                               |
| SEL | Selfoss                       | 2                             |                               |
| Oznaczenia: - kolumna pierwsza – skróty nazw drużyn, - kolumna trzecia – miejsce zajęte w poprzednim sezonie. |                               |                               |                               |

## Tabela
| Lp. | Drużyna               | M  | Z  | R | P  | B+ | B- | +/– | Pkt | Awans lub spadek           |
| --- | --------------------- | -- | -- | - | -- | -- | -- | --- | --- | -------------------------- |
| 1   | Fram Reykjavík (M, A) | 22 | 18 | 4 | 0  | 58 | 17 | +41 | 58  | awans do Besta deild karla |
| 2   | ÍBV (A)               | 22 | 15 | 2 | 5  | 43 | 22 | +21 | 47  | awans do Besta deild karla |
| 3   | Fjölnir               | 22 | 13 | 3 | 6  | 38 | 21 | +17 | 42  |                            |
| 4   | Kórdrengir            | 22 | 11 | 6 | 5  | 39 | 28 | +11 | 39  |                            |
| 5   | Vestri                | 22 | 11 | 3 | 8  | 38 | 39 | −1  | 36  |                            |
| 6   | Grótta                | 22 | 11 | 2 | 9  | 52 | 40 | +12 | 35  |                            |
| 7   | Grindavík             | 22 | 7  | 5 | 10 | 38 | 45 | −7  | 26  |                            |
| 8   | Selfoss               | 22 | 7  | 3 | 12 | 35 | 44 | −9  | 24  |                            |
| 9   | Þór Akureyri          | 22 | 6  | 5 | 11 | 33 | 37 | −4  | 23  |                            |
| 10  | Afturelding           | 22 | 6  | 5 | 11 | 37 | 54 | −17 | 23  |                            |
| 11  | Þróttur Reykjavík (S) | 22 | 4  | 2 | 16 | 39 | 53 | −14 | 14  | spadek do 2. deild karla   |
| 12  | Víkingur Ólafsvík (S) | 22 | 2  | 2 | 18 | 28 | 78 | −50 | 8   | spadek do 2. deild karla   |

## Wyniki
| Gospodarz \ Gość  | AFT | FJÖ | FRA | GRI | GRÓ | ÍBV | KÓR | SEL | VES | VÍO | ÞÓR | ÞRÓ |
| ----------------- | --- | --- | --- | --- | --- | --- | --- | --- | --- | --- | --- | --- |
| Afturelding       |     | 2–2 | 0–2 | 1–3 | 2–1 | 0–5 | 1–1 | 3–3 | 2–2 | 6–1 | 2–0 | 3–1 |
| Fjölnir           | 3–0 |     | 0–1 | 2–1 | 1–0 | 2–1 | 0–0 | 2–1 | 2–1 | 2–1 | 0–3 | 3–1 |
| Fram Reykjavík    | 6–1 | 2–0 |     | 2–2 | 2–1 | 1–1 | 4–3 | 2–1 | 4–0 | 4–2 | 4–1 | 5–1 |
| Grindavík         | 3–3 | 0–2 | 0–2 |     | 3–1 | 3–1 | 1–2 | 1–0 | 1–2 | 2–4 | 2–2 | 2–1 |
| Grótta            | 8–0 | 2–1 | 0–1 | 2–1 |     | 2–3 | 2–1 | 2–1 | 5–0 | 3–2 | 4–3 | 2–2 |
| ÍBV               | 2–0 | 1–0 | 0–2 | 4–1 | 0–1 |     | 2–2 | 3–2 | 1–2 | 2–0 | 2–1 | 3–2 |
| Kórdrengir        | 2–1 | 1–4 | 2–2 | 1–1 | 2–1 | 0–1 |     | 1–3 | 2–0 | 4–0 | 2–0 | 2–1 |
| Selfoss           | 3–0 | 0–1 | 0–4 | 3–2 | 3–3 | 1–4 | 0–1 |     | 0–3 | 5–3 | 1–1 | 0–3 |
| Vestri            | 2–1 | 2–1 | 0–1 | 2–3 | 4–3 | 0–3 | 3–3 | 1–2 |     | 3–2 | 2–0 | 2–1 |
| Víkingur Ólafsvík | 1–5 | 0–7 | 0–3 | 2–2 | 3–5 | 0–2 | 1–3 | 0–3 | 0–3 |     | 2–2 | 0–7 |
| Þór Akureyri      | 2–1 | 0–0 | 0–2 | 4–1 | 4–2 | 0–1 | 0–1 | 1–2 | 1–1 | 0–2 |     | 5–1 |
| Þróttur Reykjavík | 1–3 | 1–3 | 2–2 | 2–3 | 1–2 | 0–1 | 0–3 | 3–1 | 1–3 | 5–2 | 2–3 |     |

## Najlepsi strzelcy
| Bramki | Strzelcy                            | Drużyna           |
| ------ | ----------------------------------- | ----------------- |
| 23     | Pétur Theódór Árnason               | Grótta            |
| 17     | Sigurður Bjartur Hallsson           | Grindavík         |
| 13     | Gary Martin                         | Selfoss           |
| 13     | José Enrique Vázquez Seoane Vergara | ÍBV               |
| 11     | Pétur Bjarnason                     | Vestri            |
| 10     | Arnór Gauti Ragnarsson              | Afturelding       |
| 9      | Jóhann Árni Gunnarsson              | Fjölnir           |
| 9      | Albert Hafsteinsson                 | Fram              |
| 9      | Harley Willard                      | Víkingur Ólafsvík |

Źródło: 